# 都慶完
都慶完（韓語：도경완，1982年3月7日—），譜名都炅完，是前韩国电视台韓國放送公社（KBS）的播音員，2008年KBS公開招聘進入至2021年2月1日離職。他的妻子是Trot女歌手張允瀞。他现在與兒子都沇扜和女兒都河穎共同出演綜藝節目《超人回來了》，同时兼任固定旁白。

## 固定演出
- 2014年、2019年－2021年：《超人回來了》—2014年第32期至39期；2019年第307期至2021年第378期
- 2019年10月25日－2021年：《新品上市 便利餐廳》2019年第1期至2021年第66期
- 2021年12月10日－2022年2月4日：tvN《媽媽是偶像》